# CR Guará
Der CR Guará war ein Fußballverein aus Guará im brasilianischen Bundesstaat Distrito Federal do Brasil. Der Klub wurde 1957 gegründet und Ende 2019 aufgelöst.

## Geschichte
Der Klub wurde am 9. Januar 1957 gegründet, zu einer Zeit, als der Fußball im Bundesdistrikt noch nicht professionell betrieben wurde. Die Gründer waren ehemalige Mitarbeiter der aufgelösten Abteilung für Stadttopographie, welche für die Vermessung der künftigen Bundeshauptstadt zuständig war.
Am 3. Mai 1960 traf der Verein auf den EC Ribeiro. Das Spiel wird als das erste im Distrikt seit der Gründung von Brasília gewertet. Guará gewann das Spiel mit 3:2. Bei der zweiten Austragung der Distriktmeisterschaft von Brasília 1960 wurde der Klub Vizemeister. Aufgrund des Amateurstatus reduzierten sich die sportlichen Aktivitäten zunächst. In den 1970er Jahren schlossen sich die Amateurklubs Humaitá und Corinthians für eine Wiederbelebung von Guará zusammen. Am 9. April 1977 erfolgte die Professionalisierung. Für die Federação Metropolitana de Desportos war dieses das Datum einer Neugründung. Guará trug bis 1978 seine Spiele im Estádio Israel Pinheiro aus und wechselte in dem Jahr ins Estádio Antônio Otoni Filho.
1979 durfte Guará an der nationalen Meisterschaft teilnehmen. Dieses kam durch Entscheidungen der brasilianischen Militärregierung zustande, welche das Teilnehmerfeld für die Copa Brasil 1979 auf insgesamt 94 Mannschaften angehoben hatte. Der Klub belegte in seiner Gruppe C den zehnten und letzten Platz. Auch insgesamt landete man auf dem letzten Platz.
1981–1983, 1988 und 1991 erreichte der Klub die Vizemeisterschaft im Distrikt. 1996 gewann Guará den Titel und besiegte dabei den SE Gama zweimal. Im ersten Spiel gewann Lobo auswärts mit 1:0. Im Rückspiel sahen mindestens 16.000 Zuschauer, wie Guará seinen Rivalen mit 3:1 besiegte. Mit dem Erfolg qualifizierte sich der Klub für den Copa do Brasil 1997. In dem Turnier unterlag der Klub Internacional Porto Alegre mit 0:7. Das Spiel wurde aber zum Karrierestart des späteren Nationalspielers und Weltmeisters Lúcio, welcher für Guará auflief und noch im selben Jahr zu Internacional wechselte.
Nach einer enttäuschenden Saison in der Distriktmeisterschaft 2006 lag Guará auf dem letzten Platz und stieg zum ersten Mal in die 2. Liga von Brasilía ab. In den Jahren 2007 und 2008 versuchte er erfolglos, zurückzukehren. In den Jahren 2009 und 2010 nahm Guará trotz gültiger Lizenz nicht an offiziellen Wettbewerben teil. Von 2011 bis 2016 spielte der Klub wieder in der zweiten Liga der Distriktmeisterschaft, um danach bis 2019 wieder nicht teilzunehmen. Aufgrund der Lizenzbestimmungen wurde dem Klub diese dann in dem Jahr entzogen. Der Klub war zu dem Zeitpunkt der älteste im Distrikt, konnte sich aber eine Wiederaufnahme des Spielbetriebs aufgrund von Schulden von über vier Millionen Real nicht leisten.

## Logo und Maskottchen
Mitgründer und erster Präsident war Oswaldo Cruz Vieira. Er war Fan von Corinthians São Paulo und mitverantwortlich für die Entwicklung des Klublogos. Aufgrund dessen wies das Guará-Logo Ähnlichkeit mit dem aus São Paulo auf. In Anlehnung an den Herkunftsort des Klubs war das Maskottchen des Klubs der Mähnenwolf, auf brasilianisch Lobo-guará.

## Erfolge
- Torneio Início Bernardo Sayão: 1959
- Torneio Centro-Oeste: 1984
- Distriktmeisterschaft von Brasília: 1996